# Élections générales espagnoles de 2023 en Galice
Les élections générales espagnoles de 2023 (en espagnol : Elecciones generales de España de 2023) se tiennent le dimanche 23 juillet 2023 afin d'élire les 350 députés et 208 des 266 sénateurs de la XVe législature des Cortes Generales. 23 députés sont élus en Galice.

## Résultats

### Total régional
| Parti                  | Parti                                                   | Voix      | %     | +/-   | Sièges | +/-           |  |
| ---------------------- | ------------------------------------------------------- | --------- | ----- | ----- | ------ | ------------- |  |
|                        | Parti populaire (PP)                                    | 712 881   | 43,58 | 11,65 | 13     | 3             |  |
|                        | Parti socialiste ouvrier espagnol (PSOE)                | 486 832   | 29,76 | 1,49  | 7      | 3             |  |
|                        | Sumar                                                   | 178 691   | 10,92 | 3,26  | 2      | en stagnation |  |
|                        | Bloc nationaliste galicien (BNG)                        | 153 995   | 9,41  | 1,32  | 1      | en stagnation |  |
|                        | Vox                                                     | 79 672    | 4,87  | 2,95  | 0      | en stagnation |  |
|                        | Parti animaliste contre la maltraitance animale (PACMA) | 7 444     | 0,45  | 0,32  | 0      | en stagnation |  |
|                        | Front ouvrier (FO)                                      | 2 310     | 0,14  | Nv.   | 0      | en stagnation |  |
|                        | Autres partis                                           | 2 416     | 0,15  | -     | 0      | -             |  |
|                        | Vote blanc                                              | 11 422    | 0,70  | 0,39  |        |               |  |
|                        |                                                         |           |       |       |        |               |  |
| Suffrages exprimés     | Suffrages exprimés                                      | 1 635 663 | 99,07 |       |        |               |  |
| Votes nuls             | Votes nuls                                              | 15 423    | 0,93  |       |        |               |  |
| Total                  | Total                                                   | 1 651 086 | 100   | -     | 23     | en stagnation |  |
| Abstention             | Abstention                                              | 1 037 541 | 38,59 |       |        |               |  |
| Inscrits/Participation | Inscrits/Participation                                  | 2 688 627 | 61,41 |       |        |               |  |

### La Corogne
| Parti                  | Parti                                                   | Voix      | %     | +/-   | Sièges | +/-           |  |
| ---------------------- | ------------------------------------------------------- | --------- | ----- | ----- | ------ | ------------- |  |
|                        | Parti populaire (PP)                                    | 292 272   | 43,13 | 12,63 | 4      | 1             |  |
|                        | Parti socialiste ouvrier espagnol (PSOE)                | 190 897   | 28,17 | 1,85  | 2      | 1             |  |
|                        | Sumar                                                   | 82 618    | 12,19 | 2,43  | 1      | en stagnation |  |
|                        | Bloc nationaliste galicien (BNG)                        | 67 653    | 9,98  | 0,50  | 1      | en stagnation |  |
|                        | Vox                                                     | 34 410    | 5,08  | 3,12  | 0      | en stagnation |  |
|                        | Parti animaliste contre la maltraitance animale (PACMA) | 3 096     | 0,46  | 0,29  | 0      | en stagnation |  |
|                        | Front ouvrier (FO)                                      | 1 011     | 0,15  | Nv.   | 0      | en stagnation |  |
|                        | Recortes Cero                                           | 548       | 0,08  | 0,07  | 0      | en stagnation |  |
|                        | Vote blanc                                              | 5 197     | 0,77  | 0,42  |        |               |  |
|                        |                                                         |           |       |       |        |               |  |
| Suffrages exprimés     | Suffrages exprimés                                      | 677 702   | 99,20 |       |        |               |  |
| Votes nuls             | Votes nuls                                              | 5 485     | 0,80  |       |        |               |  |
| Total                  | Total                                                   | 683 187   | 100   | -     | 8      | en stagnation |  |
| Abstention             | Abstention                                              | 402 486   | 37,07 |       |        |               |  |
| Inscrits/Participation | Inscrits/Participation                                  | 1 085 673 | 62,93 |       |        |               |  |

### Lugo
| Parti                  | Parti                                                   | Voix    | %     | +/-   | Sièges | +/-           |  |
| ---------------------- | ------------------------------------------------------- | ------- | ----- | ----- | ------ | ------------- |  |
|                        | Parti populaire (PP)                                    | 99 769  | 50,24 | 12,20 | 3      | 1             |  |
|                        | Parti socialiste ouvrier espagnol (PSOE)                | 60 163  | 30,30 | 1,64  | 1      | 1             |  |
|                        | Bloc nationaliste galicien (BNG)                        | 17 197  | 8,66  | 1,48  | 0      | en stagnation |  |
|                        | Sumar                                                   | 10 287  | 5,18  | 4,01  | 0      | en stagnation |  |
|                        | Vox                                                     | 8 643   | 4,35  | 3,78  | 0      | en stagnation |  |
|                        | Parti animaliste contre la maltraitance animale (PACMA) | 645     | 0,32  | 0,34  | 0      | en stagnation |  |
|                        | Front ouvrier (FO)                                      | 233     | 0,12  | Nv.   | 0      | en stagnation |  |
|                        | Autres partis                                           | 378     | 0,20  | -     | 0      | -             |  |
|                        | Vote blanc                                              | 1 251   | 0,63  | 0,53  |        |               |  |
|                        |                                                         |         |       |       |        |               |  |
| Suffrages exprimés     | Suffrages exprimés                                      | 198 566 | 98,93 |       |        |               |  |
| Votes nuls             | Votes nuls                                              | 2 143   | 1,07  |       |        |               |  |
| Total                  | Total                                                   | 200 709 | 100   | -     | 4      | en stagnation |  |
| Abstention             | Abstention                                              | 137 046 | 40,58 |       |        |               |  |
| Inscrits/Participation | Inscrits/Participation                                  | 337 755 | 59,42 |       |        |               |  |

### Ourense
| Parti                  | Parti                                                   | Voix    | %     | +/-   | Sièges | +/-           |  |
| ---------------------- | ------------------------------------------------------- | ------- | ----- | ----- | ------ | ------------- |  |
|                        | Parti populaire (PP)                                    | 93 182  | 50,02 | 10,61 | 3      | 1             |  |
|                        | Parti socialiste ouvrier espagnol (PSOE)                | 56 035  | 30,08 | 3,12  | 1      | 1             |  |
|                        | Bloc nationaliste galicien (BNG)                        | 15 317  | 8,22  | 2,24  | 0      | en stagnation |  |
|                        | Sumar                                                   | 10 171  | 5,46  | 2,46  | 0      | en stagnation |  |
|                        | Vox                                                     | 9 080   | 4,87  | 2,88  | 0      | en stagnation |  |
|                        | Parti animaliste contre la maltraitance animale (PACMA) | 700     | 0,38  | 0,26  | 0      | en stagnation |  |
|                        | Front ouvrier (FO)                                      | 182     | 0,10  | Nv.   | 0      | en stagnation |  |
|                        | Autres partis                                           | 495     | 0,26  | -     | 0      | -             |  |
|                        | Vote blanc                                              | 1 109   | 0,60  | 0,37  |        |               |  |
|                        |                                                         |         |       |       |        |               |  |
| Suffrages exprimés     | Suffrages exprimés                                      | 186 271 | 99,05 |       |        |               |  |
| Votes nuls             | Votes nuls                                              | 1 794   | 0,95  |       |        |               |  |
| Total                  | Total                                                   | 188 065 | 100   | -     | 4      | en stagnation |  |
| Abstention             | Abstention                                              | 167 700 | 47,14 |       |        |               |  |
| Inscrits/Participation | Inscrits/Participation                                  | 355 765 | 52,86 |       |        |               |  |

### Pontevedra
| Parti                  | Parti                                                   | Voix    | %     | +/-   | Sièges | +/-           |  |
| ---------------------- | ------------------------------------------------------- | ------- | ----- | ----- | ------ | ------------- |  |
|                        | Parti populaire (PP)                                    | 227 658 | 39,72 | 10,66 | 3      | en stagnation |  |
|                        | Parti socialiste ouvrier espagnol (PSOE)                | 179 737 | 31,36 | 0,45  | 3      | en stagnation |  |
|                        | Sumar                                                   | 75 615  | 13,19 | 4,26  | 1      | en stagnation |  |
|                        | Bloc nationaliste galicien (BNG)                        | 53 828  | 9,39  | 1,91  | 0      | en stagnation |  |
|                        | Vox                                                     | 27 539  | 4,81  | 2,48  | 0      | en stagnation |  |
|                        | Parti animaliste contre la maltraitance animale (PACMA) | 3 003   | 0,52  | 0,36  | 0      | en stagnation |  |
|                        | Front ouvrier (FO)                                      | 884     | 0,15  | Nv.   | 0      | en stagnation |  |
|                        | Autres partis                                           | 995     | 0,17  | -     | 0      | -             |  |
|                        | Vote blanc                                              | 3 865   | 0,67  | 0,31  |        |               |  |
|                        |                                                         |         |       |       |        |               |  |
| Suffrages exprimés     | Suffrages exprimés                                      | 573 124 | 98,96 |       |        |               |  |
| Votes nuls             | Votes nuls                                              | 6 001   | 1,04  |       |        |               |  |
| Total                  | Total                                                   | 579 125 | 100   | -     | 7      | en stagnation |  |
| Abstention             | Abstention                                              | 330 309 | 36,32 |       |        |               |  |
| Inscrits/Participation | Inscrits/Participation                                  | 909 434 | 63,68 |       |        |               |  |